# Límit Cretaci-Paleogen

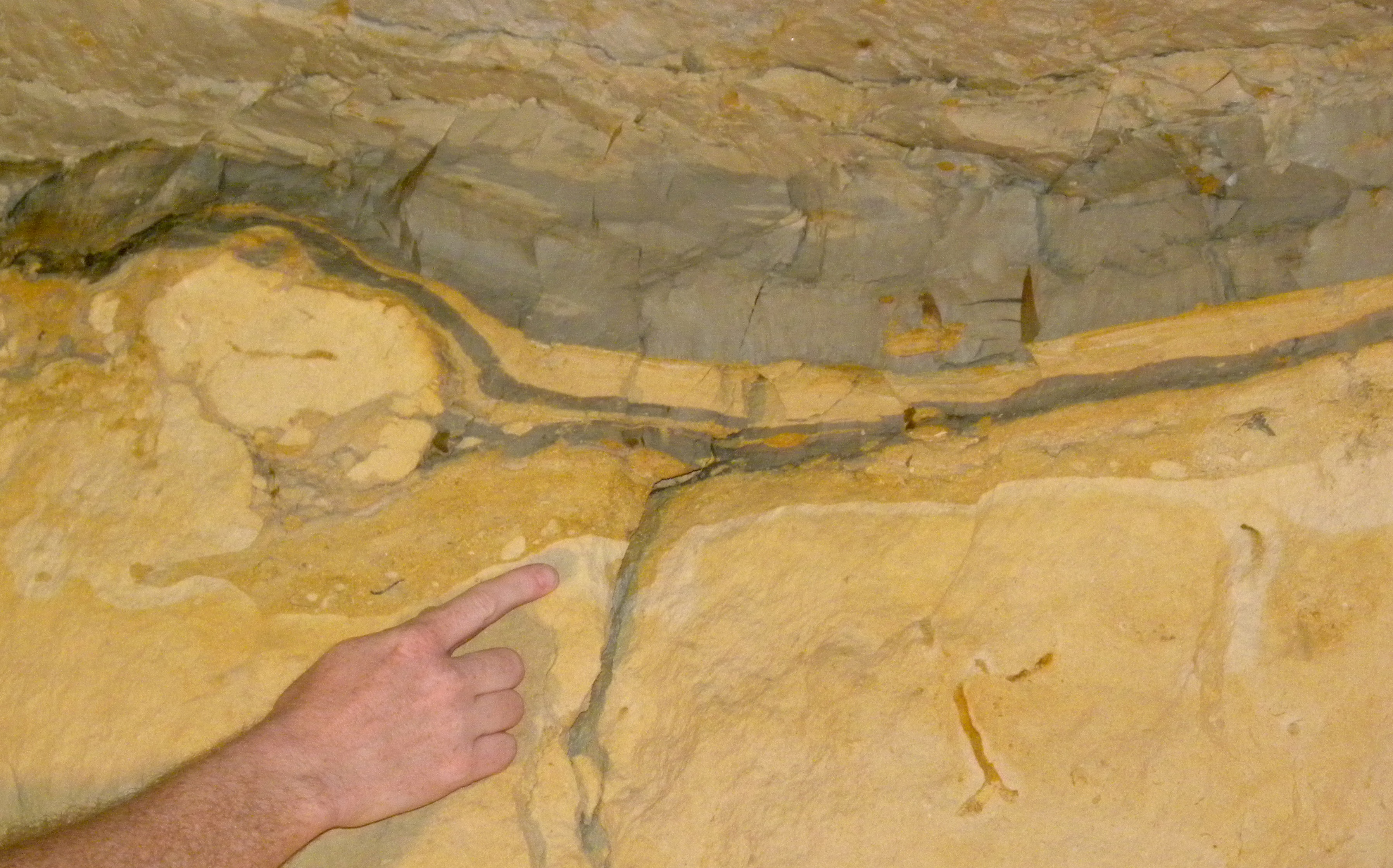
Capa argilosa complexa del Cretaci-Paleogen (gris) als túnels de Geulhemmergroeve, prop de Geulhem (Països Baixos). El dit es troba al límit K-Pg.

El límit Cretaci-Paleogen (K-Pg), anteriorment conegut com a límit Cretaci-Terciari (K-T), és una signatura geològica, generalment una banda prima de roca. K, la primera lletra de la paraula alemanya Kreide ('creta'), és l'abreviació tradicional per a referir-se al Cretaci, mentre que Pg ho és del Paleogen.
El límit K–Pg marca el final del Cretaci, l'últim període del Mesozoic, i l'inici del Paleogen, el primer període del Cenozoic. Se li sol atribuir una edat d'uns 66 milions d'anys (Ma), que la datació radiomètrica ha situat en 66,043 ± 0,011 Ma.
El límit s'associa amb l'extinció del Cretaci-Paleogen, una extinció massiva que provocà la desaparició de la majoria d'espècies del Mesozoic, incloent-hi tots els dinosaures tret dels ocells.
Hi ha una base de proves sòlida que indica que l'extinció coincidí amb l'impacte d'un gran meteorit que es creu el responsable de la formació del cràter de Chicxulub. Es creu que aquesta col·lisió fou el desencadenant de l'extinció. S'estan fent investigacions en el sentit d'explicar la composició del límit K-Pg (química i mineralògica) a diverses part del planeta amb models de simulació de l'impacte i posterior ejecció i dispersió de materials. Tot i així l'estudi del límit suggereix que simultàniament als canvis produïts pel meteorit n'hi ha que cal atribuir a la formació de la part ígnia de l'Altiplà del Dècan.